# São José do Mantimento
São José do Mantimento là một đô thị thuộc bang Minas Gerais, Brasil. Đô thị này có diện tích 54,475 km², dân số năm 2007 là 2472 người, mật độ 45,8 người/km².